# 1850
1850 (số La Mã: MDCCCL) là một năm thường bắt đầu vào thứ Ba trong lịch Gregory.

## Mất
- 11 tháng 1 – Nguyễn Phúc Vĩnh Gia, phong hiệu Phương Duy Công chúa, công chúa con vua Minh Mạng (s. 1821).
- 17 tháng 8 – José de San Martín (s. 1778).
- Không rõ – Nguyễn Phúc Ngọc Anh, phong hiệu Bảo Lộc Công chúa, công chúa con vua Gia Long (s. 1790).
- Không rõ – Lâm Tắc Từ, tướng nhà Thanh, vị quan đã ra lệnh đốt thuốc phiện của người Anh (s. 1785).